# Chapelle-Morthemer
Ne doit pas être confondu avec Morthemer.
Chapelle-Morthemer (nom officiel), également appelée La Chapelle-Mortemer, est une ancienne commune française située dans le département de la Vienne et la région Nouvelle-Aquitaine. Elle est rattachée à la commune de Valdivienne depuis 1974.

## Histoire
Le 1er juillet 1974, la commune de Chapelle-Morthemer est rattachée à celle de Valdivienne sous le régime de la fusion-association. Le 1er novembre 2013, le rattachement de Chapelle-Morthemer à Valdivienne est transformé en fusion simple.

## Administration
| Période                                  | Période | Identité     | Étiquette | Qualité |
| ---------------------------------------- | ------- | ------------ | --------- | ------- |
| 19??                                     | 19??    | Marc Niveaux |           |         |
| 1929                                     | 1959    | Luc Levesque |           |         |
| Les données manquantes sont à compléter. |         |              |           |         |

| Période                                  | Période | Identité        | Étiquette | Qualité |
| ---------------------------------------- | ------- | --------------- | --------- | ------- |
|                                          |         | Jean-Claude Roy |           |         |
|                                          | 2013    | Louis Lemberton |           |         |
| Les données manquantes sont à compléter. |         |                 |           |         |

## Démographie
| 1793 | 1800 | 1806 | 1821 | 1831 | 1836 | 1841 | 1846 | 1851 |
| ---- | ---- | ---- | ---- | ---- | ---- | ---- | ---- | ---- |
| 320  | 353  | 349  | 371  | 367  | 379  | 287  | 300  | 335  |

| 1911 | 1921 | 1926 | 1931 | 1936 | 1946 | 1954 | 1962 | 1968 |
| ---- | ---- | ---- | ---- | ---- | ---- | ---- | ---- | ---- |
| 375  | 284  | 307  | 309  | 301  | 288  | 314  | 249  | 209  |

## Lieux et monuments
- Église Notre-Dame du XIIe siècle, partiellement classée MH[5]